# Гайленд-Сіті (Флорида)
Гайленд-Сіті (англ. Highland City) — переписна місцевість (CDP) в США, в окрузі Полк штату Флорида. Населення — 12 355 осіб (2020).

## Географія
Гайленд-Сіті розташований за координатами 27°57′46″ пн. ш. 81°52′41″ зх. д. / 27.96278° пн. ш. 81.87806° зх. д. (27.962717, -81.878117).  За даними Бюро перепису населення США в 2010 році переписна місцевість мала площу 20,82 км², з яких 20,74 км² — суходіл та 0,08 км² — водойми.

## Демографія
Згідно з переписом 2010 року, у переписній місцевості мешкали 10 834 особи в 3755 домогосподарствах у складі 3015 родин. Густота населення становила 520 осіб/км².  Було 4062 помешкання (195/км²).
Расовий склад населення:
| - 81,0 % — білих - 9,5 % — чорних або афроамериканців - 4,2 % — азіатів - 0,4 % — корінних американців - 2,8 % — осіб інших рас |

До двох чи більше рас належало 2,0 %. Частка іспаномовних становила 12,7 % від усіх жителів.
За віковим діапазоном населення розподілялося таким чином: 26,7 % — особи молодші 18 років, 64,6 % — особи у віці 18—64 років, 8,7 % — особи у віці 65 років та старші. Медіана віку мешканця становила 36,2 року. На 100 осіб жіночої статі у переписній місцевості припадало 99,3 чоловіків;  на 100 жінок у віці від 18 років та старших — 95,5 чоловіків також старших 18 років.
Середній дохід на одне домашнє господарство  становив 79 351 долар США (медіана — 64 243), а середній дохід на одну сім'ю — 88 456 доларів (медіана — 72 178). Медіана доходів становила 46 740 доларів для чоловіків та 36 633 долари для жінок. За межею бідності перебувало 9,7 % осіб, у тому числі 9,8 % дітей у віці до 18 років та 7,2 % осіб у віці 65 років та старших.
Цивільне працевлаштоване населення становило 4838 осіб. Основні галузі зайнятості: освіта, охорона здоров'я та соціальна допомога — 26,7 %, роздрібна торгівля — 12,6 %, науковці, спеціалісти, менеджери — 10,1 %, будівництво — 8,3 %.